# Полёвковые
Полёвковые, или полёвки (лат. Arvicolinae, или лат. Microtinae) — подсемейство грызунов семейства хомяковых. Включает в себя полёвок, пеструшек, слепушонок, леммингов и ондатр. Населяют широкий спектр местообитаний в Северном полушарии.

## Общее описание
К полёвкам относятся мелкие мышеобразные грызуны с длиной тела 7—50 см. Хвост всегда короче тела — 2—15 см. Весят полёвковые от 15 г до 4 кг. Внешне они напоминают мышей или крыс, однако в большинстве случаев хорошо отличающиеся от них небольшой мордочкой, короткими ушами и хвостом. Окраска верха обычно однотонная — серая или буроватая. Коренные зубы у большинства видов без корней, постоянно растущие, реже с корнями (у большинства вымерших); на их жевательной поверхности — чередующиеся треугольные петли. Зубов у них 16.
Слепушонки и кашмирские полёвки приспособились к подземному образу жизни. Другие полёвковые (ондатра, водяные крысы), отличающиеся более крупными размерами тела, ведут полуводный образ жизни.
По данным палеонтологии некорнезубые формы появляются как минимум в семи филогенетических линиях: роды Lagurus, Eolagurus, Microtus sensu lato, Arvicola, Neofiber, Dicrostonyx, а также некорнезубые виды в трибе Lemmini и в подтрибе Myodina трибы Myodini, связи между которыми на ископаемом материале выяснены очень плохо, хотя молекулярные данные допускают вероятность независимой утраты корней минимум в трёх линиях подтрибы Myodina. У некорнезубых полёвок на дне глазницы и наружной поверхности нижней челюсти хорошо заметны костные вздутия, образованные альвеолами коренных. Существует ли зависимость эволюции нёбной кости с увеличением гипсодонтности неизвестно, так как даже у современных некорнезубых полёвок форма заднего края нёбной кости бывает различной (Microtus, Alticola). Эволюция твёрдого нёба мимомисных полёвок (Mimomys) изучена недостаточно подробно, но ясно, что из мимомисного типа сформировался тип твёрдого нёба некорнезубых форм триб Microtini и Lagurini.

## Образ жизни
Населяют материки и многие острова Северного полушария. Южная граница ареала проходит по Северной Африке (Ливия), Ближнему Востоку, северной Индии, юго-западному Китаю, Тайваню, Японским и Командорским островам; в Северной Америке встречаются до Гватемалы. В горах поднимаются до верхнего предела растительности. Наибольшего видового разнообразия и высокой численности достигают в открытых ландшафтах умеренной зоны. Зачастую селятся большими колониями. В пище преобладают надземные части растений; некоторые виды делают запасы кормов. Активны круглый год, на зиму в спячку не впадают. Очень плодовиты, принося в год от 1 до 7 помётов размером (в среднем) 3—7 детёнышей. У некоторых видов (ондатра, полёвка Microtus ochrogaster) самцы также принимают участие в заботе о потомстве. Размножаются весь тёплый период года, часть видов — и зимой, под снегом. Беременность длится 16—30 дней. Молодые особи становятся самостоятельны на 8—35 день и вскоре достигают половой зрелости. Из-за высокого репродуктивного потенциала численность полёвковых подвержена резким колебаниям по годам. Продолжительность жизни в природе от нескольких месяцев до 1—2 лет.

## Классификация
Подсемейство Arvicolinae состоит из 7 триб, 26 родов и 143 видов, включает полёвок, леммингов, ондатру и других:

| - Подсемейство Arvicolinae - Триба Arvicolini - Род Водяные полёвки (Arvicola) - Водяная полёвка (Arvicola amphibius) (Arvicola terrestris) - Иберийская полёвка (Arvicola sapidus) - Полёвка Шермана (Arvicola scherman) - Род Афганские полёвки (Blanfordimys) - Афганская полёвка (Blanfordimys afghanus) - Бухарская полёвка (Blanfordimys bucharensis) - Род Снеговые полёвки (Chionomys) - Гудаурская полёвка (Chionomys gud) - Снеговая полёвка (Chionomys nivalis) - Полевка Роберта (Chionomys roberti) - Род Брандтовы полёвки (Lasiopodomys) - Полёвка Брандта (Lasiopodomys brandtii) - Lasiopodomys fuscus - Китайская полёвка (Lasiopodomys mandarinus) - Род Лемминговые пеструшки (Lemmiscus) - Лемминговая пеструшка (Lemmiscus curtatus) - Род Серые полёвки (Microtus) - incertae sedis - Берингийская полёвка (Microtus abbreviatus) - Калифорнийская полёвка (Microtus californicus) - Скалистая полёвка (Microtus chrotorrhinus) - Длиннохвостая полёвка (Microtus longicaudus) - Мексиканская полёвка (Microtus mexicanus) - Поющая полёвка (Microtus miurus) - Полёвка Ричардсона (Microtus richardsoni) - Семпоальтенетельская полёвка (Microtus umbrosus) - Желтощёкая полёвка (Microtus xanthognathus) - Подрод Microtus - Пашенная полёвка (Microtus agrestis) - Microtus anatolicus - Обыкновенная полёвка (Microtus arvalis) - Полёвка Кабрера (Microtus cabrerae) - Microtus dogramacii - Полёвка Гюнтера (Microtus guentheri) - Илийская полёвка (Microtus ilaeus) - Иранская полёвка (Microtus irani) - Белуджистанская полёвка (Microtus kermanensis) - Восточноевропейская полёвка (Microtus levis) - Копетдагская полевка (Microtus paradoxus) - Казвинская полёвка (Microtus qazvinensis) - Полёвка Шидловского (Microtus schidlovskii) - Общественная полёвка (Microtus socialis) - Закаспийская полёвка (Microtus transcaspicus) - Подрод Terricola - Баварская полёвка (Microtus bavaricus) - Microtus brachycercus - Дагестанская полёвка (Microtus daghestanicus) - Средиземноморская полёвка (Microtus duodecimcostatus) - Полёвка Джербе (Microtus gerbei) - Microtus liechtensteini - Microtus lusitanicus - Кустарниковая полёвка (Microtus majori) - Полёвка Фатио (Microtus multiplex) - Полёвка Сави (Microtus savii) - Подземная полёвка (Microtus subterraneus) - Татранская полёвка (Microtus tatricus) - Полёвка Томаса (Microtus thomasi) - Подрод Mynomes - Островная полёвка (Microtus breweri) - Серохвостая полёвка (Microtus canicaudus) - Горная полёвка (Microtus montanus) - Орегонская полёвка (Microtus oregoni) - Луговая полёвка (Microtus pennsylvanicus) - Полёвка Таунсенда (Microtus townsendii) - Подрод Alexandromys - Полёвка Кларка (Microtus clarkei) - Эворонская полёвка (Microtus evoronensis) - Большая полёвка (Microtus fortis) - Тайваньская полёвка (Microtus kikuchii) - Приозёрная полёвка (Microtus limnophilus) - Полёвка Максимовича (Microtus maximowiczii) - Полёвка Миддендорфа (Microtus middendorffi) - Монгольская полёвка (Microtus mongolicus) - Японская полёвка (Microtus montebelli) - Муйская полёвка (Microtus mujanensis) - Полёвка-экономка (Microtus oeconomus) - Сахалинская полёвка (Microtus sachalinensis) - Подрод Stenocranius - Узкочерепная полёвка (Microtus gregalis) - Подрод Pitymys - Гватемальская полёвка (Microtus guatemalensis) - Оахаканская полёвка (Microtus oaxacensis) - Сосновая полёвка (Microtus pinetorum) - Центральноамериканская полёвка (Microtus quasiater) - Подрод Pedomys - Желтобрюхая полёвка (Microtus ochrogaster) - Подрод Hyrcanicola - Полёвка Шелковникова (Microtus schelkovnikovi) - Род Горноазиатские полёвки (Neodon) - Памирская полёвка (Neodon juldaschi) — арчовая полёвка - Neodon irene - Сиккимская полёвка (Neodon sikimensis) - Neodon forresti - Neodon linzhiensis - Neodon nepalensis - Род Phaiomys - Тибетская полёвка (Phaiomys leucurus) - Род Полёвки Бедфорда (Proedromys) - Полёвка Бедфорда (Proedromys bedfordi) - Proedromys liangshanensis - Род Тибетские полёвки (Volemys) - Сычуаньская полёвка (Volemys millicens) - Полёвка Массера (Volemys musseri) - Триба Dicrostonychini - Род Копытные лемминги (Dicrostonyx) - Лаврентийский лемминг (Dicrostonyx exsul) (Dicrostonyx groenlandicus exsul) - Гренландский лемминг (Dicrostonyx groenlandicus) - Гудзонский лемминг (Dicrostonyx hudsonius) - Викторийский лемминг (Dicrostonyx kilangmiutak) (Dicrostonyx groenlandicus kilangmiutak) - Лемминг Нельсона (Dicrostonyx nelsoni) (Dicrostonyx groenlandicus nelsoni) - Олджилвийский лемминг (Dicrostonyx nunatakensis) - Лемминг Ричардсона (Dicrostonyx richardsoni) - Лемминг Беринга (Dicrostonyx rubricatus) (Dicrostonyx groenlandicus rubricatus) - Копытный лемминг (Dicrostonyx torquatus) - Аналасканский лемминг (Dicrostonyx unalascensis) - Лемминг Виноградова (Dicrostonyx vinogradovi) | - - Триба Ellobiini - Род Слепушонки (Ellobius) - Алайская слепушонка (Ellobius alaicus) - Афганская слепушонка (Ellobius fuscocapillus) - Горная слепушонка (Ellobius lutescens) - Обыкновенная слепушонка (Ellobius talpinus) - Восточная слепушонка (Ellobius tancrei) - Триба Lagurini - Род Жёлтые пеструшки (Eolagurus) - Жёлтая пеструшка (Eolagurus luteus) - Пеструшка Пржевальского (Eolagurus przewalskii) - Род Степные пеструшки (Lagurus) - Степная пеструшка (Lagurus lagurus) - Триба Lemmini - Род Болотные лемминги (Synaptomys) - Северный болотный лемминг (Synaptomys borealis) - Южный болотный лемминг (Synaptomys cooperi) - Род Настоящие лемминги (Lemmus) - Амурский лемминг (Lemmus amurensis) - Норвежский лемминг (Lemmus lemmus) - Сибирский лемминг (Lemmus sibiricus) - Желтобрюхий лемминг (Lemmus trimucronatus) - Lemmus portenkoi - Род Лесные лемминги (Myopus) - Лесной лемминг (Myopus schisticolor) - Триба Myodini - Род Caryomys - Caryomys eva - Caryomys inez - Род Китайские полёвки (Eothenomys) - Eothenomys cachinus - Китайская полёвка (Eothenomys chinensis) - Южнокитайская полёвка (Eothenomys custos) - Чернобрюхая полёвка (Eothenomys melanogaster) или тёмнобрюхая полёвка - Eothenomys miletus - Юньнаньская полёвка (Eothenomys olitor) - Юйлуншаньская полёвка (Eothenomys proditor) - Eothenomys wardi - Род Кашмирские полёвки (Hyperacrius) - Кашмирская полёвка (Hyperacrius fertilis) - Пенджабская полёвка (Hyperacrius wynnei) - Род Скальные полёвки (Alticola) - подрод Alticola - Гималайская полёвка (Alticola roylei) - Белохвостая полёвка (Alticola albicaudus) - Alticola montosa - Серебристая полёвка (Alticola argentatus) - Тувинская полёвка (Alticola tuvinicus) - Ольхонская полёвка (Alticola olchonensis) - Хангайская полёвка (Alticola semicanus) - Гоби-алтайская полёвка (Alticola barakshin) - Центральноазиатская полёвка (Alticola stoliczkanus) - подрод Platycranius - Плоскочерепная полёвка (Alticola strelzowi) - подрод Aschizomys - Большеухая полёвка (Alticola macrotis) - Лемминговая полёвка (Alticola lemminus) - Род Лесные полёвки (Myodes) - Японская красная полёвка (Myodes andersoni) - Калифорнийская рыжая полёвка (Myodes californicus) - Тяньшаньская полёвка (Myodes centralis) - Полёвка Гаппера (Myodes gapperi) - Рыжая полёвка (Myodes glareolus) - Myodes imaizumii - Myodes regulus - Myodes rex - Красно-серая полёвка (Myodes rufocanus) - Красная полёвка (Myodes rutilus) - Myodes shanseius - Шикотанская полёвка (Myodes sikotanensis) - Полёвка Смита (Myodes smithii) - Триба Neofibrini - Род Флоридские ондатры (Neofiber) - Флоридская ондатра (Neofiber alleni) - Триба Ondatrini - Род Ондатры (Ondatra) - Ондатра (Ondatra zibethicus) - Триба Pliomyini - Род Балканские полёвки (Dinaromys) - Балканская полёвка (Dinaromys bogdanovi) - Триба Prometheomyini - Род Прометеевы полёвки (Prometheomys) - Прометеева полёвка (Prometheomys schaposchnikowi) - incertae sedis - Род Древесные полёвки (Arborimus) - Белоногая полёвка (Arborimus albipes) - Красная древесная полёвка (Arborimus longicaudus) - Сономская полёвка (Arborimus pomo) - Род Вересковые полёвки (Phenacomys) - Западная вересковая полёвка (Phenacomys intermedius) - Восточная вересковая полёвка (Phenacomys ungava) - - Род Mimomys † - Подрод Mimomys † - Подрод Pusillomimus † - Род Pitymimomys † - Род Borsodia † - Род Allophaiomys † - Род Prolagurus † - Триба Dicrostonychini - Род Predicrostonyx † - Вид Predicrostonyx hopkinsi † - Триба Clethrionomyini - Род Altaiomys † - Вид Altaiomys ustkanicus † |

## Природоохранный статус
Многие полёвковые — серьёзные вредители сельскохозяйственных культур и природные носители возбудителей туляремии, лептоспироза и других заболеваний. Шкурки крупных видов (ондатры) используются как меховое сырьё. Из-за высокой численности и её циклических колебаний по годам популяции полёвковых оказывают серьёзное влияние на численность популяций хищников, например, белой совы и канадской рыси.
Ряд редких видов полёвковых занесён в Международную Красную книгу, в том числе, как «находящиеся в критическом состоянии» (Critically Endangered):
- Лемминг Виноградова (Dicrostonyx vinogradovi),
- Эворонская полёвка (Microtus evoronensis),
- Муйская полёвка (Microtus mujanensis),

как «находящиеся под угрозой исчезновения» (Endangered):
- Алайская слепушонка (Ellobius alaicus),
- Белуджистанская полёвка (Microtus kermanensis),

как «уязвимые» (Vulnerable):
- Alticola montosa,
- Мексиканская полёвка (Microtus mexicanus),
- Тайваньская полёвка (Volemys kikuchii),
- Японская красная полёвка (Myodes andersoni)

как «находящиеся в состоянии близком к угрожаемому» (Near Threatened):
- Лесной лемминг (Myopus schisticolor).

## Комментарии
1. ↑  Красная полёвка была заселена на остров Беринга в конце 1870-х - начале 1880-х годов. По крайней мере к 1882, по словам Л. Стейнегера, она полностью заселила этот остров. По одной версии её привезли случайно с дровами, по другой специально, чтобы обогатить пищевую базу песцов. На острове Медном полёвок нет[2].